# پل دودهک
پل دودهک مربوط به دوره صفوی است و در شهرستان اراک، بخش مرکزی، روستای دودهک واقع شده و این اثر در تاریخ ۱۱ دی ۱۳۸۰ با شمارهٔ ثبت ۴۶۱۷ به‌عنوان یکی از آثار ملی ایران به ثبت رسیده است.
این پل بر روی رودخانه قم‌رود احداث شده و دارای ۴ دهانه متقارن می‌باشد. عرض پل حدود ۳ متر می‌باشد که در دو طرف آن دیوارهایی به ارتفاع ۱ متر ساخته شده است. در سال‌های اخیر دو دهنه آن فرو ریخته است.